# ヴェラ・ヴォルコワ
ヴェラ・ニコラエヴナ・ヴォルコワ（Vera Nikolaevna Volkova、ロシア語: Bepa Никола́евна Boлкoвa、1905年5月31日– 1975年5月5日）はロシアのバレエダンサー、ダンス指導者である。
トムスク近郊で生まれ、ペトログラードのアキム・ヴォルィンスキーのバレエ学校でマリア・ロマノワ（ガリーナ・ウラノワの母）に学んだ。また、バレエミストレスとして有名なアグリッピナ・ワガノワに師事し、西欧でワガノワ・メソッドを普及させた。1929年に亡命したが、1925年から1929年までGATOB（現マリインスキー・バレエ）などさまざまなバレエ団で踊った。ディアギレフのバレエ・リュスに参加するため、上海で亡命したが、ディアギレフの訃報を聞いたため同地に留まることにし、ゲオルギー・ゴンチャロフと踊った。
1943年にダンサーを引退し、ナイツブリッジ、続いてウエスト・エンドにダンス・スタジオを開設した。サドラーズ・ウェルズ・バレエ団とサドラーズ・ウェルズ・バレエ学校で指導にあたり、教え子には数々のスター・ダンサーが含まれる。ミラノのスカラ座バレエ学校でも教鞭を執った他、デンマーク王立バレエ学校の常任教師となり同校でも最も偉大と言われる生徒達を育てた。

## 教え子
- カルラ・フラッチ（ミラノ・スカラ座バレエ団プリンシパル）
- アリシア・アロンソ（キューバのプリマ・バレリーナ・アッソルータ、キューバ国立バレエ団創設者）
- エリック・ブルーン（デンマーク王立バレエ団プリンシパル）
- ヘンリー・ダントン（サドラーズ・ウェルズ・バレエ団ソリスト）
- マーゴ・フォンテイン（ロイヤル・バレエ団プリンシパル、イギリスのプリマ・バレリーナ・アッソルータ）
- ヘニング・クロンスタム（デンマーク王立バレエ団プリンシパル）
- ジリアン・リン（ロイヤル・バレエ団プリンシパル、ミュージカル振付家）
- ピーター・マーティンス（デンマーク王立バレエ団およびニューヨーク・シティ・バレエ団プリンシパル）
- ピーター・ライト（バーミンガム・ロイヤル・バレエ団プリンシパルおよび芸術監督、振付家）
- エヴァ・エフドキモワ（プリマ・バレリーナ・アッソルータ）
- ケネス・マクミラン（ロイヤル・バレエ団芸術監督[5]、振付家）